# Richtolsheim
 Richtolsheim (en alsacià Reegelse) és un municipi francès, situat a la regió del Gran Est, al departament del Baix Rin. L'any 2004 tenia 342 habitants.
Forma part del cantó de Sélestat, del districte de Sélestat-Erstein i de la Comunitat de comunes del Ried de Marckolsheim.

## Demografia
| 1962 | 1968 | 1975 | 1982 | 1990 | 1999 |
| ---- | ---- | ---- | ---- | ---- | ---- |
| 245  | 277  | 266  | 235  | 243  | 302  |

## Administració
| Període | Identitat     | Partit |
| ------- | ------------- | ------ |
| 2001-   | Gérard Schwab |        |